# Coro Luigi Gazzotti

## Storia e attività
L’Associazione Corale Luigi Gazzotti, fondata nel 1923 con intitolazione al compositore Luigi Gazzotti di Vignola e istituita dal 1956 come Ente Morale dello Stato, è ancora oggi una delle più vivaci realtà culturali della città di Modena. Il Coro dell’Associazione, distribuito in diversi organici, ha sempre mantenuto un’attività concertistica  intensa e di qualità.
L’Associazione Corale Luigi Gazzotti promuove la cultura musicale in tutte le sue forme ed in particolare divulga l’attività corale come strumento fondamentale di pratica attiva e di alfabetizzazione musicale. Da molti anni gli scopi istituzionali si sono aperti anche all’attività organizzativa, portando a Modena centinaia di concerti con musicisti di alto livello e creando uno speciale rapporto di fiducia con un pubblico curioso e attento.
Tra gli innumerevoli progetti realizzati anche solo negli anni recenti sono degni di nota il festival internazionale I luoghi sacri del suono, che per 16 anni dal 1996 ha proposto ai più alti livelli concerti di musica sacra, il progetto Fuori dal Coro realizzato con la Banda Osiris, il progetto Cantami un Liedele sulla musica e la cultura ebraica, I Concerti di Santa Cecilia e più recentemente i concerti di Anima Mundi  oltre alla partecipazione ad apprezzate produzioni operistiche nel circuito ERT. Ancora: Concerto 100 Benjamin Britten, Concerto della Memoria e del Dialogo per gli Amici della musica di Modena, progetto Spira Mirabilis per l’esecuzione senza direttore della Sinfonia n. 9 di Beethoven, concerto dedicato a Bach con Berlin Ostinato Ensemble. Nel 2016 la Petite Messe Solennelle di Rossini con gli allievi di Raina Kabaivanska. Nello scorso giugno il coro ha eseguito i Carmina Burana di Orff al Teatro Storchi di Modena ed è stato recentemente ospitato dalla prestigiosa Università di Monaco di Baviera per un concerto con il Romanistik Chor. Nel maggio 2018 ha eseguito lo Stabat Mater di Antonín Dvořák nella prima versione originale. 

Dal 2001 il coro ha avviato con Giulia Manicardi un lungo percorso di crescita artistica e musicale che ha portato all’esecuzione dei più importanti titoli della letteratura per coro. 